# 志水忠宗
志水 忠宗（しみず ただむね、天正2年（1574年） - 寛永3年1月12日（1626年2月8日））は、徳川家の家臣、尾張藩家老。甲斐守。石清水八幡宮の祀官家紀姓田中家の分家である京都正法寺・志水宗清の子。母は東竹甲清の娘・龍雲院。

## 経歴
姉の相応院（お亀の方）が徳川家康の側室となったことから仕え、関ヶ原の戦いでの戦功から500石を知行される。
甥の徳川義直が尾張藩主となると、これに従って大高領5000石を与えられた。名古屋城築城後は城内西の丸の館に居住する。大坂の陣では城代として留守を守った。それまでの功に合わせて5000石を加増され1万石となり、長男の忠政に7000石、次男忠次に1000石、三男忠知に2000石を分知した。
元和2年（1616年）、志水家は廃城となっていた大高城に居館を築き、明治まで続いた。